# Епархия Порту
 Епархия Порту (лат. Dioecesis Portugallensis) — епархия Римско-Католической церкви с центром в городе Порту, Португалия. Епархия Порту входит в митрополию Браги. Кафедральным собором епархии Порту является Собор Порту.

## История
Епархия Порту была образована в IV веке. Первые свидетельства о её существовании относятся к 589 году, когда состоялся III Толедский собор, в котором принимал участие епископ из Порту. После завоевания арабами Португалии кафедра Порту была вакантной до 1147 года, когда город был освобождён от арабского владычества во время Второго крестового похода.
В 1640 году в епархии сложилась спорная ситуация между Ватиканом и испанским королевским двором. Испанский король Филипп IV отказался признать полномочия епископа Франсиско Перейры Пинто, назначенного Святым Престолом на кафедру Порту. В это же время португальский король Жуан IV предложил Ватикану двух кандидатов на епископскую кафедру, которые не были приняты Святым Престолом. Эта ситуация продолжалась до 1670 года, когда умер епископ Франсиско Перейра Пинто.
В 1716 году Святой Престол не принял кандидатуру на кафедру епископа, предложенную королём Жуаном V. Кафедра епископа из-за сложившейся ситуации оставалась вакантной до 1741 года. Подобная ситуация вновь возникла в 1833 году, когда Святой Престол вновь отказался утвердить кандидатуру, предложенную португальским королём Мигелом I. В этом случае кафедра епископа оставалась вакантной до 1843 года.
24 августа 1938 года епархия Порту передала часть своей территории в пользу новой епархии Авейру.

## Источник
- Annuario Pontificio, Ватикан, 2005
- José Pedro Paiva, Os bispos de Portugal e do Império: 1495—1777, Coimbra 2006, ISBN 972-8704-85-2